# Sitio de Albarracín (1284)
El sitio de Albarracín fue una empresa bélica llevada a cabo durante el reinado de Pedro III o II el Grande, rey de Aragón, entre los meses de abril y septiembre de 1284. Culminó con la incorporación del señorío de Albarracín, que pertenecía a Teresa Álvarez de Azagra, hija del cuarto señor de Albarracín, Álvaro Pérez de Azagra y casada con Juan Núñez de Lara, señor de la Casa de Lara, al reino de Aragón. Tras la conquista del señorío, Pedro III lo entregó a su hijo ilegítimo Fernando de Aragón.

## Antecedentes
Albarracín era un señorío de raíces musulmanas que formaba parte del reino musulmán de Valencia, cuando, según una interpretación historiográfica, un noble navarro, del linaje Azagra, ayudó militarmente al soberano valenciano. Como pago, el rey le otorgó el señorío de Albarracín, que repobló con navarros. La conquista de Valencia por Jaime el Conquistador fue el momento culminante de la expansión del señorío de Albarracín, llegando sus propiedades hasta casi Valencia. Sin embargo, tras la muerte del cuarto señor de Albarracín, Álvaro Pérez de Azagra, heredaba el señorío su hija, Teresa Álvarez de Azagra, quien vería cómo su marido dirigiría numerosos esfuerzos al enfrentamiento con el monarca aragonés.
A la muerte del infante Fernando de la Cerda, hijo mayor de Alfonso el Sabio, se enfrentaron los partidarios del infante Sancho y los de Alfonso de la Cerda, hijo mayor del infante Fernando de la Cerda. Juan Núñez de Lara, apoyó a los infantes de la Cerda contando para ello con el apoyo de los reinos de Navarra y Francia, y por el tratado de Ágreda de 1281, Sancho cedió a Pedro III de Aragón la soberanía sobre el señorío de Albarracín,una vez esta fuera conquistada por Castilla o Aragón.
A la vuelta del desafío de Burdeos, Juan Núñez de Lara tendió una emboscada al rey aragonés con el propósito de hacerlo prisionero y de conducirlo ante el rey Felipe III de Francia. En junio de 1283, Pedro III el Grande, que se encontraba en Tarazona, emprendió una acción militar a Navarra y Treviño como respuesta del ataque navarro a Aragón en el que se conquistaron y quemaron varios pueblos, entre ellos el Castillo de Ull.

## La batalla
En el invierno de 1284, mientras Juan Núñez de Lara se encontraba en Treviño buscando refuerzos navarros para defenderse de los aragoneses, que le habían declarado la guerra, fue asediada por Pedro III la localidad de Albarracín, que era defendida por 200 caballeros.
Desde abril hasta septiembre de 1284, los sitiadores presumiblemente construyeron un poblado en la actual calle de los Palacios para que sus soldados estuviesen a cubierto y más cómodos que en tiendas o cabañas en vistas a pasar allí el invierno. El 29 de septiembre de 1284, después de varios meses de asedio, la ciudad se rindió y fue ocupada por las tropas del rey de Aragón, quien entregó el señorío de Albarracín a su hijo Fernando, nacido de la relación extramatrimonial mantenida por Pedro III con Inés Zapata.

## Consecuencias
A pesar de los intentos posteriores de Juan Núñez II de Lara, hijo de Juan Núñez I de Lara, el señorío de Albarracín pasó a formar parte del reino de Aragón.